# Froot (альбом)
Froot — третий студийный альбом уэльской певицы и автора песен Марины Диамандис, более известной как Marina and the Diamonds. Мировая премьера альбома состоялась 13 марта 2015 года.

## История создания
В феврале 2013 года Диамандис подтвердила, что работает над материалом для будущего альбома.
В интервью изданию New Musical Express Марина сообщила, что уже после записи сингла «Primadonna» она поняла, какой хочет видеть свою третью пластинку. В отличие от предыдущего релиза, для работы с которым была привлечена группа именитых продюсеров, над Froot Марина работала вместе с одним лишь продюсером Дэвидом Костэном.
Первая песня с альбома, «Froot», вышла 10 октября 2014 года.
Музыкальное видео было выпущено 11 ноября 2014 года. Следующим музыкальным видео стала акустическая версия песни «Happy». Сама песня была выпущена 12 декабря, а музыкальное видео было опубликовано на YouTube 18 декабря 2014.
1 января 2015 года была выпущена третья песня — «Immortal», в тот же день на видеосервис YouTube было загружено музыкальное видео на эту композицию.
Следующей композицией, которая стала доступна слушателям, была «I'm A Ruin».Эта композиция и стала лид-синглом из будущего альбома.

## Список композиций
| №   | Название            | Длительность |
| --- | ------------------- | ------------ |
| 1.  | «Happy»             | 4:03         |
| 2.  | «Froot»             | 5:31         |
| 3.  | «I'm a Ruin»        | 4:32         |
| 4.  | «Blue»              | 4:14         |
| 5.  | «Forget»            | 4:09         |
| 6.  | «Gold»              | 4:14         |
| 7.  | «Can't Pin Me Down» | 3:25         |
| 8.  | «Solitaire»         | 4:37         |
| 9.  | «Better Than That»  | 4:36         |
| 10. | «Weeds»             | 4:07         |
| 11. | «Savages»           | 4:16         |
| 12. | «Immortal»          | 5:21         |

## История релизов
| Страна         | Дата          | Формат                     | Лейбл                              | Источник |
| -------------- | ------------- | -------------------------- | ---------------------------------- | -------- |
| Австралия      | 3 апреля 2015 | CD LP Цифровая дистрибуция | Warner                             | [ 3 ]    |
| Германия       | 3 апреля 2015 | CD LP Цифровая дистрибуция | Warner                             | [ 8 ]    |
| Ирландия       | 3 апреля 2015 | CD LP Цифровая дистрибуция | Neon Gold Records [англ.] Atlantic | [ 4 ]    |
| Великобритания | 6 апреля 2015 | CD LP Цифровая дистрибуция | Neon Gold Records [англ.] Atlantic | [ 9 ]    |
| США            | 6 апреля 2015 | CD LP Цифровая дистрибуция | Neon Gold Records [англ.] Atlantic | [ 10 ]   |
| Бразилия       | 7 апреля 2015 | CD LP Цифровая дистрибуция | Warner                             | [ 11 ]   |
| Италия         | 7 апреля 2015 | CD LP Цифровая дистрибуция | Warner                             | [ 12 ]   |